# 12814 Vittorio
12814 Vittorio è un asteroide della fascia principale. Scoperto nel 1996, presenta un'orbita caratterizzata da un semiasse maggiore pari a 2,3047099 UA e da un'eccentricità di 0,1377927, inclinata di 6,87692° rispetto all'eclittica.